# Anvisningsmärken
Anvisningsmärken är en typ av vägmärken som ska upplysa trafikanterna om olika funktioner på vägarna. Skyltarna kan också informera om regler som man måste följa.
Anvisningsmärken kan ofta ha olika färger. Färgerna kan variera betydligt mellan olika europeiska länder. Symbolerna går ändå efter europeisk standard och är i princip lika i hela Europa. Vissa länder i Europas närhet i bland annat Mellanöstern eller Nordafrika uppfyller också denna standard eller mycket snarlikt. Exempel på dessa länder är Egypten, Libanon, Israel och Marocko.
De informerar om regler som till exempel motorväg eller parkering, eller rekommenderar ett visst körsätt. En del är nästan förbudsmärken, till exempel motorväg som förbjuder långsamma fordon och sätter hastighetsgränsen (som oftast brukar vara mellan 110 och 130 km/h).

## Platser med anvisningsmärken

### Plats där motorväg börjar
Denna skylt upplyser om att en motorväg börjar. Skylten sitter vid påfarter till motorvägar och på de ställen där en väg övergår till motorväg. Skylten upplyser om de speciella trafikregler som gäller för motorväg. Skylten innebär samtidigt att en särskild högsta tillåtna hastighet gäller, tills annat skyltas. Hastigheten brukar vanligtvis vara 70-120 km/h i Sverige. Se artikeln motorväg för en tabell med olika länders gränser. Dessa skyltar är gröna i bl.a. Sverige, Schweiz, Danmark, Italien, Serbien och en del andra länder, och blå i andra länder. Färgen ska vara samma som bakgrunden på vägvisningsskyltar till motorväg, som inte ska vara samma som vägvisningsskyltar till andra vägar. Se kapitlet Färger på lokaliseringsmärken för en tabell med färger i olika länder.

### Plats där väg upphör att vara motorväg
Denna skylt upplyser om att motorvägen har tagit slut. Skylten sätts oftast upp vid avfarter men även på de ställen där en motorväg övergår till något annat. Trafikreglerna för motorväg upphör att gälla och skyltar som upplyser om vilka andra trafikregler som gäller brukar finnas uppsatta.
Samtidigt börjar standardhastighetsbegränsningen gälla (som kan variera mellan 70 och 100 km/h beroende på land), såvida inte en särskild hastighetsbegränsning skyltas.

### Plats där motortrafikled börjar
Denna skylt upplyser om att en motortrafikled börjar. Skylten sitter vid påfarter till motortrafikled och på de ställen där en väg övergår till motortrafikled. Skylten upplyser om de speciella trafikregler som gäller för motortrafikled. Den finns i åtskilliga länder i Europa och har grön eller blå bakgrund, inte alltid samma som för motorvägsskylten (till exempel har Danmark grön motorvägsskylt och blå motortrafikledsskylt). Motortrafikledsskylten anger i sig ingen hastighetsgräns i de flesta länder utan det brukar anges med en separat skylt. I några länder innebär dock skylten en särskild hastighetsgräns, bland annat Polen (100 km/h).

### Plats där väg upphör att vara motortrafikled
Denna skylt upplyser om att motortrafikleden har tagit slut. Skylten sätts oftast upp vid avfarter men även på de ställen där en motortrafikled övergår till något annat. Trafikreglerna för motortrafikled upphör att gälla och skyltar som upplyser om vilka andra trafikregler som gäller brukar finnas uppsatta.

### Spansk fyrfältsväg
I Spanien finns en skylt för fyrfältsväg och liknande, som inte finns någon liknande någon annanstans, den är unik för Spanien. Skylten finns inte heller med i konventionen. Vägarna kallas Autovía och är i praktiken motorvägar men räknas oftast inte som det på till exempel bilkartor på grund av skylten. Det finns nämligen ett nät motorvägar i Spanien som kallas Autopista och har den normala motorvägsskylten. Autovía har ibland något lägre standard, till exempel ofta utan vägren, ibland ett körfält mindre men ska enligt reglerna vara korsningsfria och ha mittbarriär och helst 4 filer.
I andra länder brukar motsvarande vägar ofta skyltas som motortrafikled, i vissa fall även som motorväg.

### Lågfartsväg
Denna skylt upplyser om att vägen är en lågfartsväg. Det är lagligt att köra fortare än den angivna hastigheten, men det anses olämpligt. 
Skylten till höger upplyser om att lågfartsvägen upphör. Den normala farten brukar då vara 50 km/h om inget annat anges. 

### Gångfartsområde
Denna skylt anger att vägen, torget eller området är ett gångfartsområde. Här sker all trafik på de gåendes villkor, vilket innebär att 30 km/h är alldeles för fort. Det är istället krypkörning (ca 7 km/h) som gäller på en väg eller plats av denna typ. Gående ska alltid ges företräde. Denna skylt finns i åtskilliga europeiska länder, även om det vita fältet saknas många gånger. Fordon, även cyklar, får inte köra fortare än gångfart, de har väjningsplikt mot gående och får bara parkera på särskilt anordnade parkeringsplatser. Till skillnad från på en gågata är motordriven genomfartstrafik inte förbjuden här. Slutmärket kan utelämnas om det av områdets utformning är uppenbart att gångfartsområdet upphör.
Skylten till höger upplyser om att gångfartsområdet upphör. Den normala farten brukar då vara 50 km/h om inget annat anges.

### Enkelriktad trafik
Denna skylt upplyser om att vägen som pilen pekar mot är enkelriktad. I en del länder, dock inte i Sverige, finns det en text inne i pilen som säger "enkelriktat" på det språk som finns i landet. Till exempel "Ensrettet" i Danmark och "Einbahnstraße" i Tyskland. 

### Gågata
Denna skylt upplyser om att vägen är en s.k. gågata. Skylten finns bland annat i Sverige, Luxemburg, Danmark, Norge, Frankrike, Österrike. Den kan betyda att bara gående får finnas, eller att fordon får köra i vissa fall.
På en gågata markerad med skylten får man inte köra med motordrivna fordon om man inte har nåt av följande ärenden:
1. varuleveranser till eller från butiker eller motsvarande vid gågatan,
2. transporter av gods eller boende till eller från adress vid gågatan,
3. transporter av gäster till eller från hotell eller motsvarande vid gågatan, eller
4. transporter av sjuka eller rörelsehindrade personer till eller från adress vid gågatan

Parkering får ej ske på andra platser än markerade P-platser.
Vid körning på gågata gäller gångfart. Gående ska ges företräde.

### Tättbebyggt område
Denna skylt upplyser om att ett tättbebyggt område börjar. Normalt gäller 40 eller 50 km/h i Sverige och de flesta andra länder i Europa om inget annat anges. Vit skylt med stadssilhuett finns i bland annat Danmark, Polen, Sverige och Serbien.
I många länder finns varianten med bara ortnamn (tillåtet enligt konventionen) som betyder samma sak. Hastighetsgränsen är även här oftast men inte alltid 50 km/h. I Tyskland betyder ortnamnskylt med gul bakgrund 50 km/h, medan ortnamnskylt med grön bakgrund inte påverkar hastigheten. I Sverige är ren ortnamnskylt inget anvisningsmärke och motsvarar de gröna tyska skyltarna. I Belgien, Frankrike, Grekland, Italien och Österrike används vita ortnamnskyltar som anger 50 km/h. I Nederländerna är de blå.

### Tättbebyggt område upphör
Denna skylt upplyser om att det tättbebyggda området slutar. Hastigheten är mellan 70 och 100 km/h gäller beroende på land, om inget annat anges.
I en del andra länder finns liksom för "Tättbebyggt område" varianten med bara ortnamn. Hastighetsgränsen varierar.

### Upplysningsmärke vid riksgräns
Denna skylt finns uppsatt vid gränser till olika länder. Skylten upplyser om vilka bashastigheter som gäller inom det land som trafikanten kört in i. Skylten på bilden är svensk men liknande skyltar används inom de flesta länder i Europa. Den finns också med i konventionen. Överst står antingen landets namn som brukar skrivas på landets eget språk eller utmärks landet med ett nationalitetsmärke. Därefter bashastigheteterna för tätorter, landsvägar och motorvägar. Observera att den enbart upplyser bashastigheterna. Andra hastigheter förekommer ofta på olika vägar men då skyltas de också med den hastigheten. Just den här skylten har längst ner en symbol som visar att halvljus och bilbälten är obligatoriska inom landet. Denna symbol saknas i många länder. Regeln om halvljus finns inte i många länder, medan bälte är obligatoriskt i de flesta länder i Europa.

### Riksmärke
Denna skylt upplyser om att en gräns passeras och att det land som trafikanten åker in i är med i EU. Skylten finns inte med i FN-konventionen men är fastställd som EU-standard och används av samtliga EU-länder. Det är inte alltid som EU-länder har dessa vid gränserna då äldre skyltar kan finnas kvar. Den förekommer både vid gränser på fastlandet men även vid hamnar där biltrafiken åker av från färjorna. Detta är dock den skylt som är den aktuella typen som ska finnas i EU-länder. Innanför ringen med stjärnor står landets namn på landets eget språk. Flerspråkiga länder har oftast landets namn på samtliga officiella språk inom landet. För länder utanför EU kan motsvarande skyltar variera mycket. I vissa fall kan det bara vara en enkel skylt med landets namn i varierande färg, ibland med samma färg som för ortnamnskyltar. Andra länder kan ha någon nationell symbol som t.ex. en vapensköld eller liknande. 

### Utrymningsväg
Denna skylt upplyser om att det är en utrymningsväg. Den visar och så avståndet till närmaste nödutgång. Skylten används mest i tunnlar.

### Nödutgång
Denna skylt upplyser om att det är en nödutgång här. Skylten används mest i tunnel.

### Rekommenderad högsta hastighet
Detta är en rekommenderad högsta hastighet. Skylten är ofta elektronisk och finns på större vägar. Den aktiveras när det är mycket trafik. Hastigheten är rekommenderad (om det inte finns röd rund ram eller ring runt) och det är därför lagligt att köra fortare även om det inte anses lämpligt. 

### Rekommenderad högsta hastighet upphör
Denna skylt visar att den rekommenderade hastigheten upphör och att den tidigare hastigheten gäller istället. (På de flesta elektroniska skyltar saknas strecken i mitten och är släckt.)

### Betalväg
Denna skylt visar att vägen är en s.k. betalväg. För att fortsätta krävs att ett belopp erläggs.

### Fartkamera
Denna skylt upplyser trafikanter att en fartkamera kommer. I Stockholm och Göteborg används samma skylt för kamerorna för trängselskatt (och även på platser där betalväg finns). I Storbritannien är skylten svartvit med en gammaldags bälgkamera. De har många gömda fartkameror. I Spanien (åtminstone Mallorca) finns en liknande skylt som betyder sevärdhet/vacker utsikt. Skyltens betydelse kan med andra ord variera något beroende på land.

### Nöduppställningsplats
Vägmärket visar nöduppställningsplats och används mest i tunnlar. Den förekommer ibland också på vissa speciella platser på vissa motorvägar men är mindre vanlig där.

### Återvändsväg
Denna skylt upplyser om att vägen är en s.k. återvändsväg. Vägen har ingen fortsättning utan trafikanter som använder den bör därför ha ett ärende dit vägen leder. Ibland finns det märket för trafikantslag cykel hopbyggt ovanför symbolen. Då finns en cykelbana så cyklister har en fortsättning.

### Mötesplats
Denna skylt finns uppsatt på en mötesplats. Skylten finns normalt uppsatt på mycket smala vägar där två fordon inte kan mötas. Vägen är då breddad på den plats skylten finns uppsatt. Det är ej tillåtet att parkera på en mötesplats.

### Parkering
Denna skylt finns uppsatt på en parkeringsplats. Om inget annat anges är parkeringstiden i Sverige på vardagar utom vardag före sön- och helgdag begränsad till 24 timmar.
Vanliga svenska tilläggstavlor är "Avgift", tidsbegränsning såsom "1 tim", och klockslag för parkering eller parkeringsförbud. Tilläggstavlans text med avgift är på landets språk. Notera att om det finns flera tilläggstavlor med var sin ram, anses de åtminstone i Sverige oberoende av varandra lägga till information till det egentliga vägmärke som är ovanför. Om det till exempel finns en tilläggstavla med texten "Avgift" och en med "4 tim 7-18" så är det avgift dygnet runt, och max tid 4 timmar mellan 7 och 18.
Skylten har bokstaven P i hela Europa (vitt P med blå bakgrund), även i till exempel Ryssland där parkering egentligen heter Стоянка och i Frankrike, Spanien och Portugal där parkering heter stationnement, estacionamiento resp estacionamento.
Även i t.ex. USA används bokstaven P alternativt ordet Parking, dock med andra färger.

### Infartsparkering
Vid vissa speciella inrättningar finns s.k. infartsparkeringar. Dessa finns i direkt anslutning till kollektiva färdmöjligheter. Det kan till exempel handla om en järnvägsstation eller en busshållplats. För att parkera där krävs åtminstone i storstäderna många gånger ett speciellt tillstånd som är utfärdat av den inrättning som parkeringen tillhör. Skylten för detta brukar vara en parkeringsskylt som är kompletterad med en symbol som kännetecknar det som parkeringen ansluter till. Bilden visar en parkeringsskylt som finns i anslutning till en station på Stockholms tunnelbana. Företeelsen kallas i vissa länder "Park and Ride" i en del andra länder och har skyltar med P+R. Många av de som utnyttjar detta gör det för att de inte har gratis parkering vid sin arbetsplats. Har de gratis parkering eller billiga årskort för parkering kör de normalt hela vägen. Det har införts en skatt för parkeringsförmån i Sverige för att pressa på lite.

### Område
Dessa skyltar finns där man kör in i ett område där speciella regler. Till exempel kan det råda speciella parkeringsregler eller lastbilsförbud. Enligt konventionen ska zonmärkena ha texten "ZONE" eller översättning ("ZON" på svenska) överst, vilket saknas i bland annat Sverige och Spanien. 

### Slut på område
Dessa skyltar finns där ett område med speciella regler upphör. Alla områdesmärken har en motsvarande slutskylt.

### Taxistation
Skylten markerar att ett utrymme är reserverat för taxibilar.
Denna skylt brukar vara uppsatt där de brukar stå parkerade eller kan samlas.
Skylten används oftast ihop med parkeringsplats, som ett trafikantslagsmärke.

### Anvisning om föreskriven färdväg för cyklister och mopedförare (stora svängen)
Denna skylt kan sitta vid vägkorsningar där cyklister delar trafiken med den övriga trafiken. Skylten upplyser om hur svängar vid korsningen utförs lämpligt. Den upplyser om att den s.k. stora svängen är lämplig. Skylten gäller även mopeder om inget annat anges.

### Upplysning om körfält före vägkorsning
Denna skylt visar hur körfälten är ordnade på vägen. Den fungerar som en sorts karta som ska visa hur körfälten är uppdelade och på så sätt hjälpa trafikanterna att välja rätt körfält.

### Upplysning om körfält, sammanvävning
Denna skylt visar att körfälten går samman och att sammanvävning måste ske. Sammanvävningen sker efter den s.k. blixtlåsprincipen där vartannat fordon släpps in.

### Upplysning om minskning av antal körfält
Denna skylt visar att körfälten går samman.

### Upplysning om ett körfält
Denna skylt visar att det blir ett enda körfält. Skylten kan ibland finnas på de vägar som har vajerräcken. Omkörning är ej möjlig och trafikanterna får vänta med omkörning till det har blivit dubbla körfält.

### Upplysning om två körfält
Denna skylt visar att det blir två körfält för att underlätta omkörning. Skylten sätts ofta upp vid uppförsbackar där det kan vara lämpligt för bilar att köra om de tyngre fordonen, eller på 2+1-vägar.

### Upplysning om två körfält med möte
Skylten visar det blir två körfält enligt samma princip som ovan men med den skillnaden att det förekommer mötande trafik.

### Upplysning om körfält, körfält upphör
Denna skylt visar att ett körfält upphör. Trafikanterna måste då byta till ett annat körfält. 

### Upplysning om körfält, visst körfält har stängts av eller hinder kan föreligga 1
Denna skylt visar att ett körfält upphör vid vägarbete. Trafikanterna måste då byta till ett annat körfält. Skylten sätts upp då ett vägarbete är orsak till att ett körfält tillfälligt har stängts av.

### Upplysning om körfält, visst körfält har stängts av eller hinder kan föreligga 2
Denna skylt visar att ett hinder finns på körfältet vid vägarbete. Skylten sätts upp då ett vägarbete är orsak till att ett körfält tillfälligt har stängts av.

### Upplysning om körfält, visst körfält har stängts av eller hinder kan föreligga 3
Denna skylt visar att ett hinder finns på körfältet för mötande trafik vid vägarbete. Trafikanterna kan bli skyldiga att ge företräde för mötande trafik. Skylten sätts upp då ett vägarbete är orsak till att ett körfält tillfälligt har stängts av.